# Гнилые местечки
Гнилы́е месте́чки (англ. rotten boroughs) — обезлюдевшие в конце XVIII — начале XIX веков деревни и городки в Великобритании, которые сохранили при этом представительство в парламенте. Голосами избирателей в этих населённых пунктах часто распоряжался местный лендлорд. Зачастую место в палате общин просто покупали, что было нетрудно при нескольких десятках избирателей. «Рекордсменом» был населённый пункт Гаттон в Суррее, который перед реформой 1832 года посылал в парламент 2 депутатов, причём только 7 жителей имели право голоса.
В то же время многие новые крупные индустриальные центры, например, Бирмингем, были вовсе лишены представительства в парламенте. Не имели права голоса не только рабочие, но и многие представители промышленной буржуазии. Из 20 млн населения Великобритании (1815) право голоса имели всего 160 тысяч человек. Промышленный Йоркшир представляли всего 2 депутата.
Один из первых законов о ликвидации «гнилых местечек» был предложен ещё в 1783 году Генри Флудом. В 1832 году была проведена избирательная реформа, по итогам которой 56 «гнилых местечек» были лишены депутатов, а для 30 других количество депутатов было урезано с двух до одного. Освободившиеся места передали 42 новым крупным промышленным городам. Подобные законы принимались и в последующие годы. В 1867 году было ликвидировано 46, а в 1885-м — 105 «гнилых местечек». Интересно, что один из инициаторов этого законодательства Уильям Питт младший сам избирался от «гнилого местечка» — округа Эпплби .

## Предыстория
Парламентский боро — город с местным самоуправлением, основанным на королевской грамоте, который имел право отправлять в Палату общин двух горожан в качестве депутатов.
На протяжении веков границы избирательных участков оставались неизменными, из-за чего демографические изменения оставались без адекватного представительства. Итогом этого стал ряд округов, от которых можно было избраться в Парламент с помощью богатого покровителя благодаря небольшому числу избирателей. В XIX веке сторонники избирательной реформы прозвали такие места «гнилыми» (англ. rotten из-за гнилости демократического процесса), «карманными» (англ. pocket в связи с полной зависимостью депутатов от своего патрона) или номинационными местечками (процесс избрания был простой формальностью из-за невозможности избирателей голосовать по собственной воле, а не по воле их покровителя). Этому способствовала и процедура голосования — подыманием рук на единственном избирательном участке. Довольно часто избирателям предлагался один-единственный кандидат (или два для двухместного избирательного округа), благодаря чему итоги выборов нельзя было оспорить.
На выборах 1831 года из 406 избранных членов парламента 152 обрели свой статус благодаря поддержке не более 100 избирателей, а 88 — и вовсе не более 50. На фоне этого множество развившихся за счёт промышленности и торговли молодых городов или вообще не имели своих депутатов, либо их число не соответствовало здравому смыслу. Например, до реформы 1832 года разросшийся благодаря индустриальной революции Манчестер не имел ни одного собственного депутата, а всего лишь входил в состав более крупного избирательного округа Ланкашир.
К началу XIX века начались относительно успешные шаги по ликвидации гнилых местечек. Избирательная реформа 1832 года начала лишать «гнилые местечки» представительства и перераспределять освободившиеся мандаты среди новых крупных населённых пунктов. Закон о выборах 1872 года ввёл тайну голосования, что серьёзно ограничивало возможности патронов знать о волеизъявлении избирателей. В то же время была объявлена вне закона практика подкупа или развлечения избирателей («treating»), что существенно сократило расходы на избирательную кампанию.
| Боро          | Графство         | Домов | Избирателей | Примечания         |
| ------------- | ---------------- | ----- | ----------- | ------------------ |
| Старый Сарум  | Уилтшир          | 003   | 07          |                    |
| Гаттон        | Суррей           | 023   | 07          |                    |
| Ньютаун       | Остров Уайт      | 014   | 23          |                    |
| Восточное Лоо | Корнуолл         | 167   | 38          |                    |
| Данвич        | Суффолк          | 044   | 32          |                    |
| Плипмтон Эрле | Девон            | 182   | 40          |                    |
| Брамбер       | Западный Сассекс | 035   | 20          |                    |
| Каллингтон    | Корнуолл         | 225   | 42          |                    |
| Трим          | Мит              |       |             | Парламент Ирландии |

## Устройство
Многие гнилые местечки контролировались лендлордами и пэрами, которые могли дать место в парламенте своим единомышленникам, родственникам или самим себе (если они ещё не были членами Палаты лордов). Обычно депутатское место продавалось за деньги или услуги; пэры тем самым имели двойное представительство, так как одновременно заседали в Палате лордов. Подобный патронаж, как и любая другая собственность, свободно передавался в наследство или продавался.
Карманные местечки могли быть подконтрольными одному человеку, владевшему хотя бы половиной «домов городского держания», жители которых имели право голосовать на парламентских выборах. Довольно часто богатый патрон просто скупал подобные дома и заселял в них специально подобранных и покорных арендаторов. При открытом голосовании землевладелец мог узнать, кто не проголосовал за выгодного ему кандидата.
Также существовали боро, подчинявшиеся государственным министерствам вроде казначейства или адмиралтейства.
Некоторые контролировали сразу несколько боро: так, герцог Ньюкасл заявлял о своей власти над семью местечками. Довольно часто депутатом становился землевладелец, из-за чего места избрания также называли «собственническими местечками»:14.